# Umgebindehaus

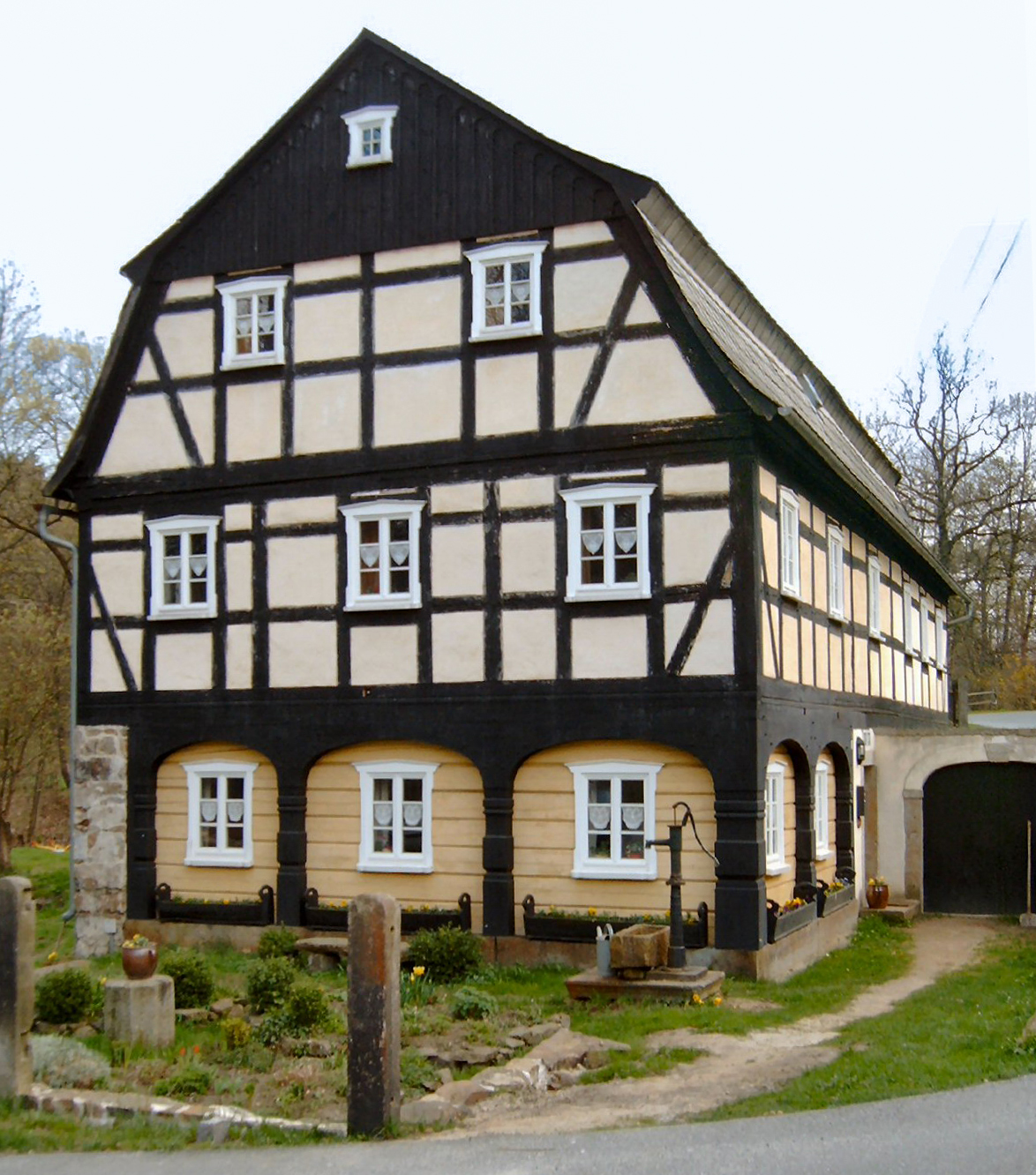
Ehemalige Mühle in Schirgiswalde

Das Umgebindehaus ist ein besonderer Haustyp, der Blockbau-, Fachwerk- und Massivbauweise miteinander verbindet. Das heutige Verbreitungsgebiet erstreckt sich von Niederschlesien über die Oberlausitz und Nordböhmen bis ins Elbsandsteingebirge. Weitere Vorkommen der Bauweise finden sich in der Niederlausitz, dem Erzgebirge, im Vogtland, in Nordwest- und Südwestsachsen, im nordöstlichen Bayern sowie in Ostthüringen.

## Charakteristik

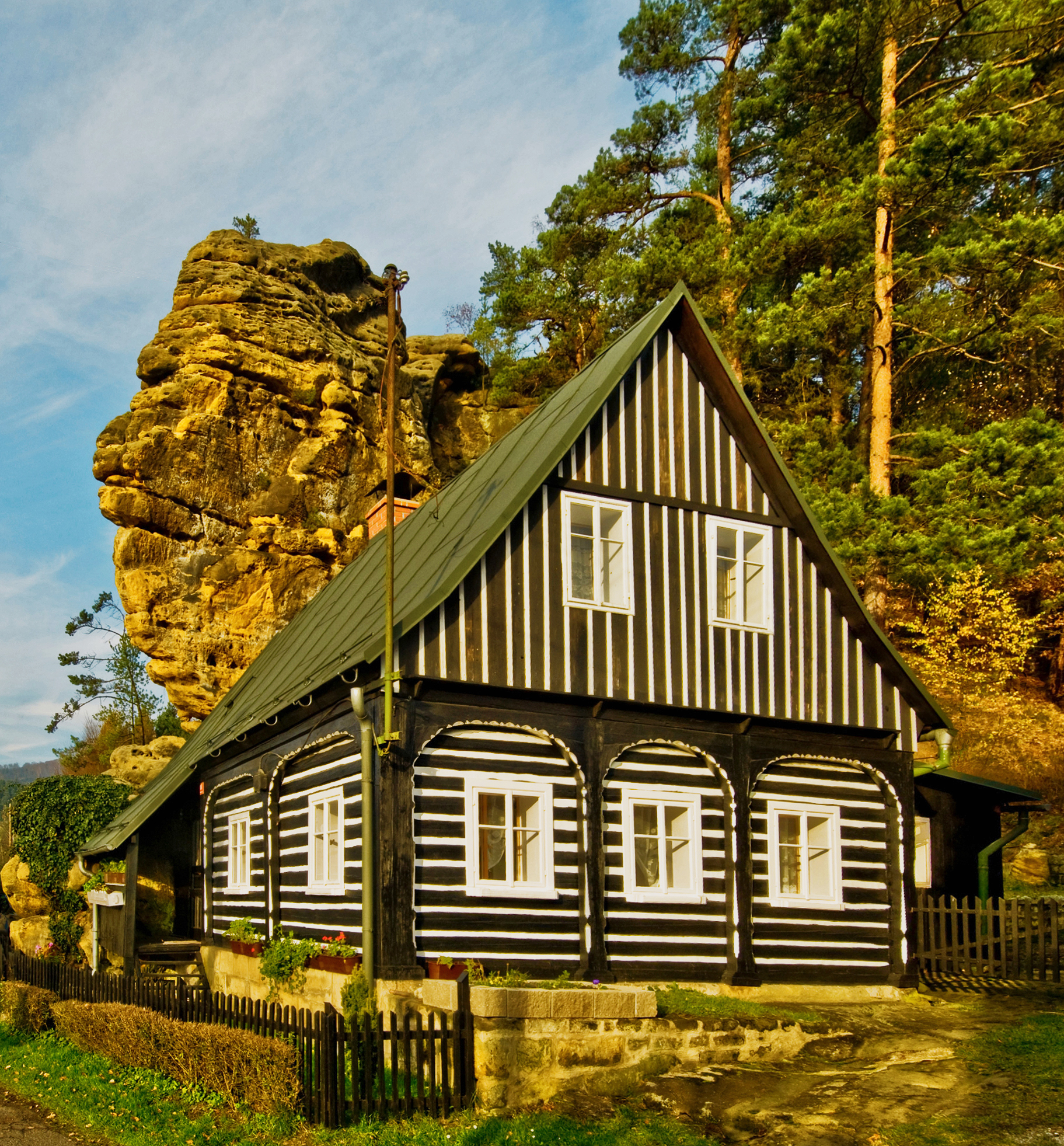
Umgebindehaus in Jetřichovice (dt.: Dittersbach), Böhmische Schweiz, Tschechien

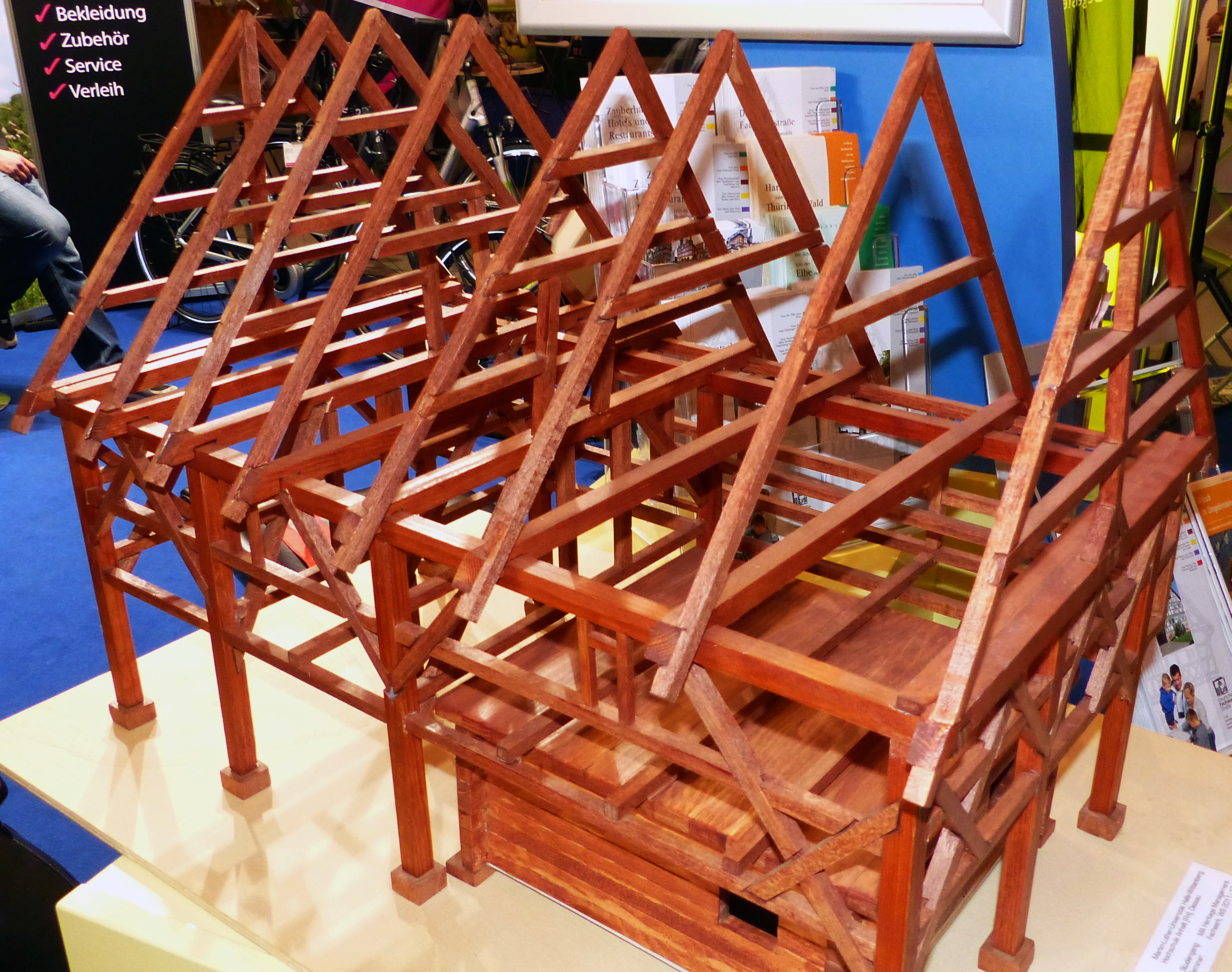
Modell

Das Umgebindehaus zeichnet sich durch die bauliche Trennung von Stubenkörper und Dach bzw. Stubenkörper und Obergeschoss aus. Das Hauptkennzeichen des Normaltyps ist „ein hölzernes Stützensystem, welches auf zwei oder drei Seiten um eine Block- oder Bohlenstube des Hauses herumgeführt wird mit der Aufgabe, den Stubenkörper von der Last des Daches (bei einstöckigen Häusern) bzw. des Daches und Oberstockes (bei zweistöckigen Häusern) zu befreien“. Das Obergeschoss des Hauses ruht mit dem Dach auf einem hölzernen Stützgerüst aus Holzständern (den Umgebindejochen), das sich im Außenbau als typische Rundbögen zeigt. Das Erdgeschoss steckt eigenständig darin bzw. darunter. Die Erdgeschossfenster in der Bohlenwand unter den Rundbögen gehören zu diesem Teil, der Blockstube. Das Haus wurde regelrecht umbunden. Seine beiden Bauteile, die Blockstube und das Obergeschoss auf den Umgebindejochen, bleiben statisch selbständig.
Umgebindehäuser sind quererschlossene Ernhäuser. Der Hausflur verläuft quer durch das Haus und trennt das Erdgeschoss in Wohn- und Wirtschaftsbereich. Die Blockstube (Wohnbereich) befindet sich meist an der östlichen oder südlichen Giebelseite, um sie vor Feuchtigkeit zu schützen. Der Wirtschaftsbereich in Massivbauweise (meist aus Feldsteinmauerwerk) befindet sich der Blockstube gegenüber. Hier sind Stall-, Speicher- und Gewölberäume untergebracht. Gebäude, bei denen man statt des Massivteils eine zweite Blockstube einbaute, bezeichnet man als Doppelstubenhäuser.
Über der Blockstube ruhen Obergeschoss oder Dach auf Holzsäulen, die im Dreiecksverbund mittels Knagge oder Kopfband stabilisiert sind. Die Stube liegt unabhängig von den tragenden Elementen unter dieser Konstruktion und kann frei arbeiten. Das Baugefüge ist in der Regel in Stockwerkbauweise (auch Rähmbau genannt) oder in Ständerbauweise ausgeführt. Die Ständer- oder Geschossbauweise ist die ältere und statisch weniger stabile. Den Unterschied erkennt man daran, dass die Stützen vom Fundament bis hinauf zum Dach reichen (Ständerbau).
Vor allem in Nordböhmen ist ein Baugefüge verbreitet, bei dem auch die Oberstockwandbereiche in Blockbauweise errichtet sind.

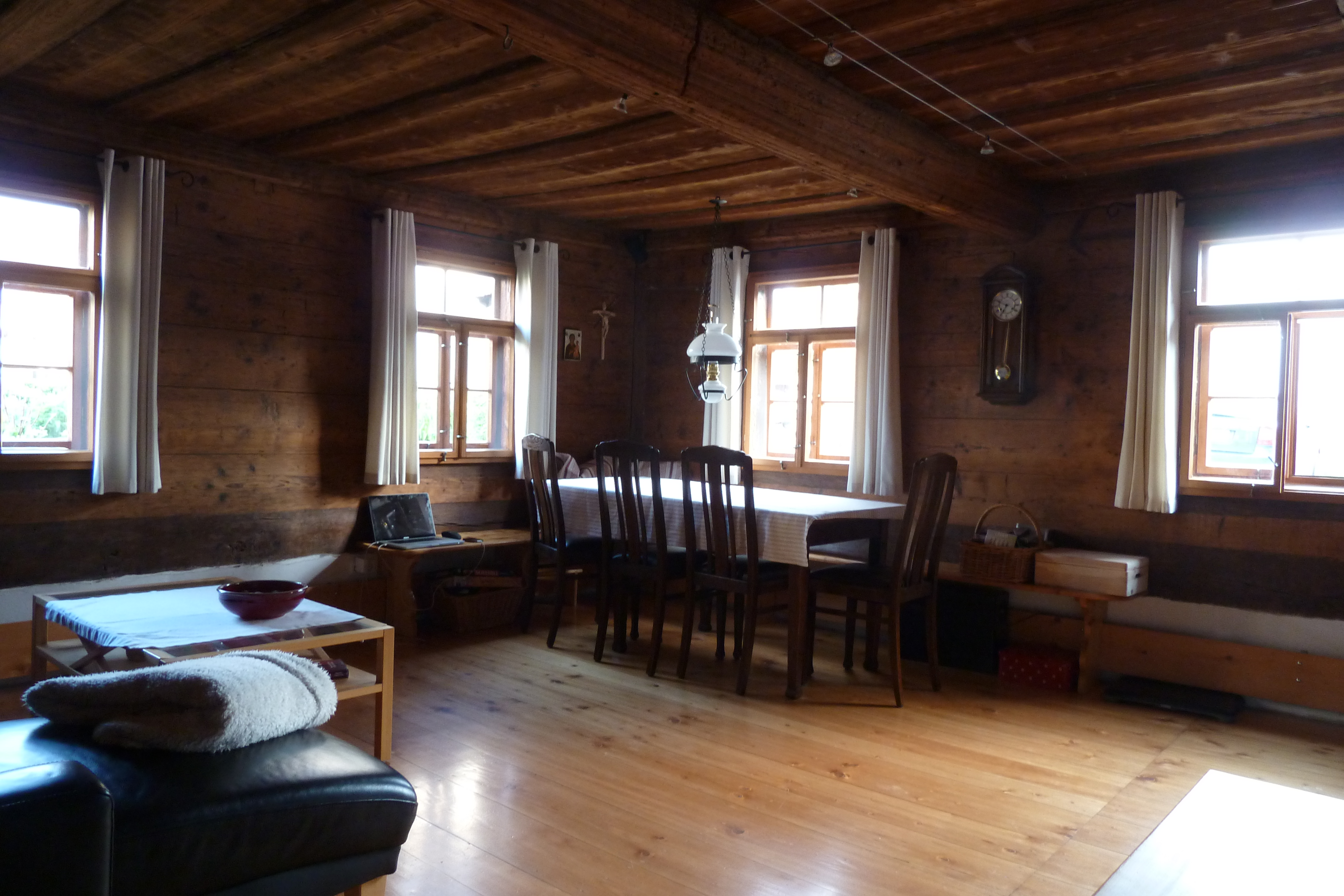
Bohlenstube
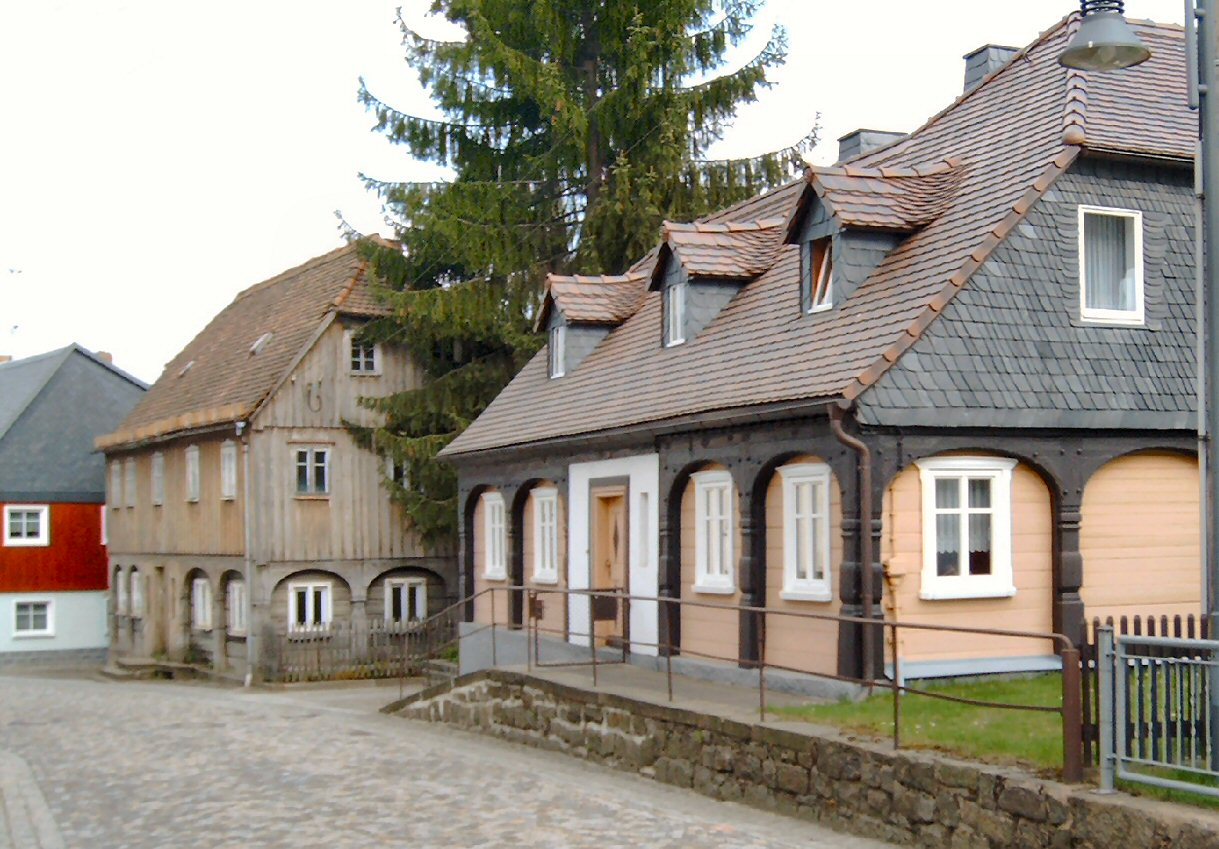
Doppelstuben-Umgebindehäuser in Schirgiswalde
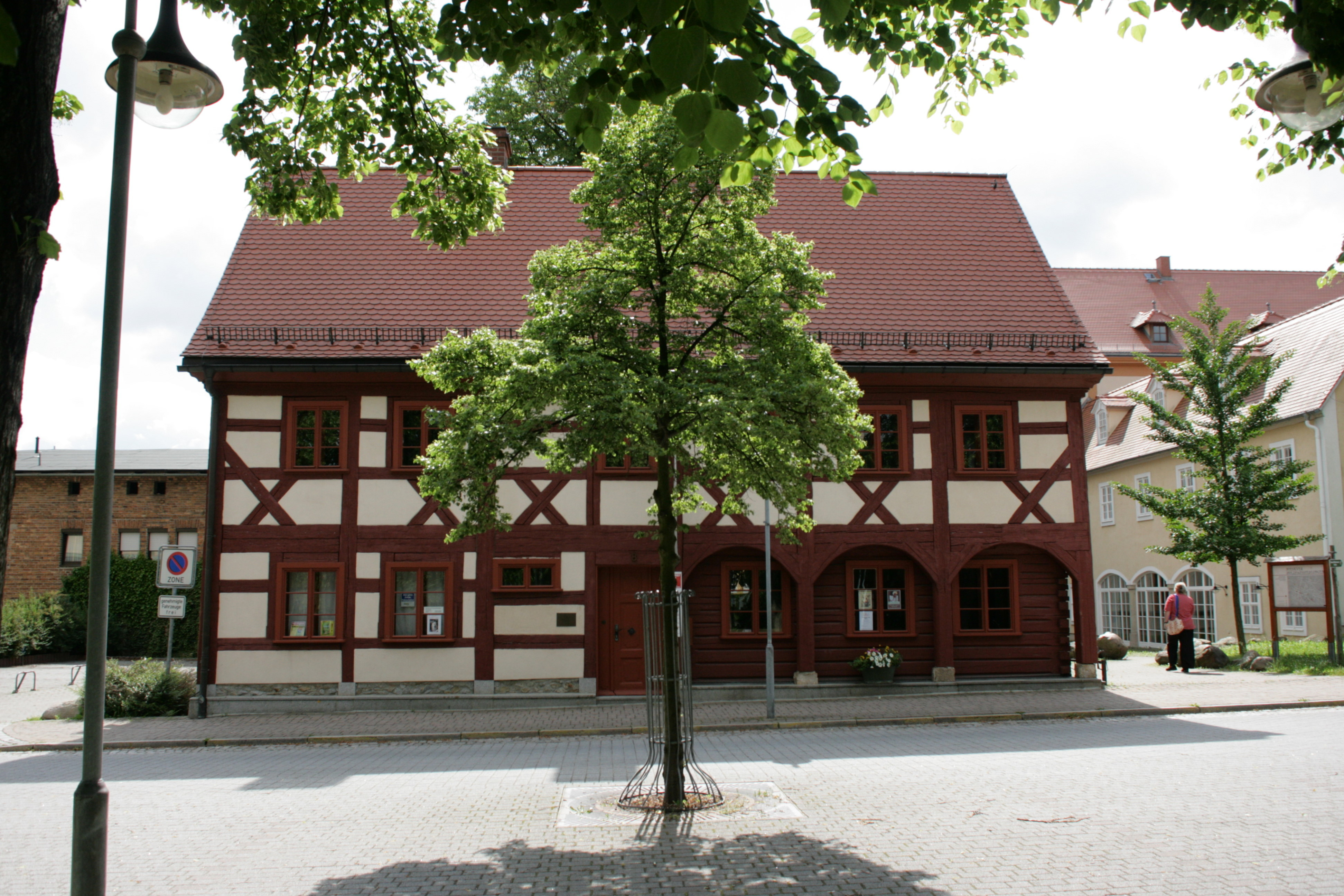
Das Raschkehaus in Niesky. Ein Geschossbau mit Kreuzstreben
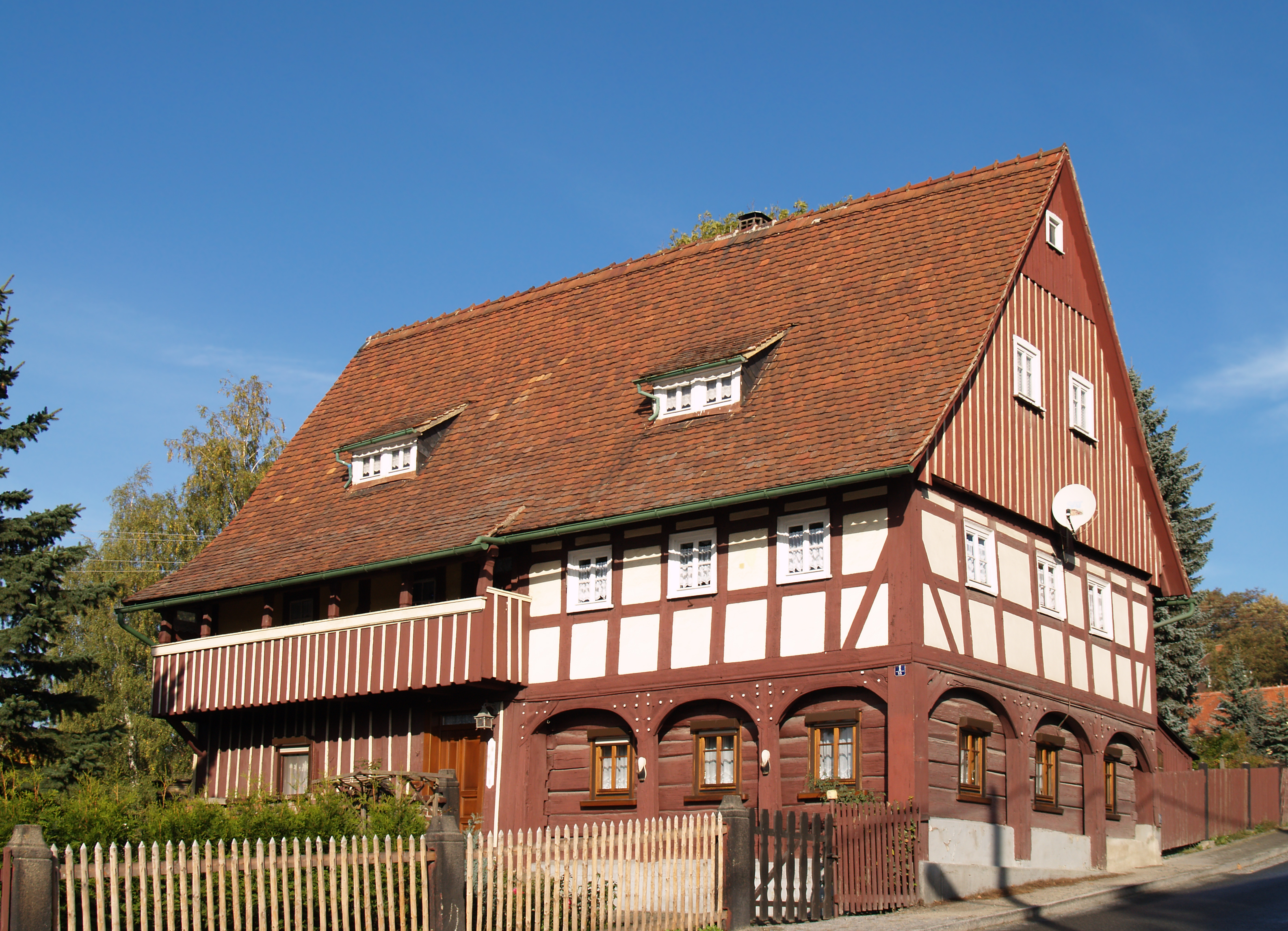
Umgebindehaus in Ebersbach/Sa., ein Stockwerksbau mit Kurzstreben
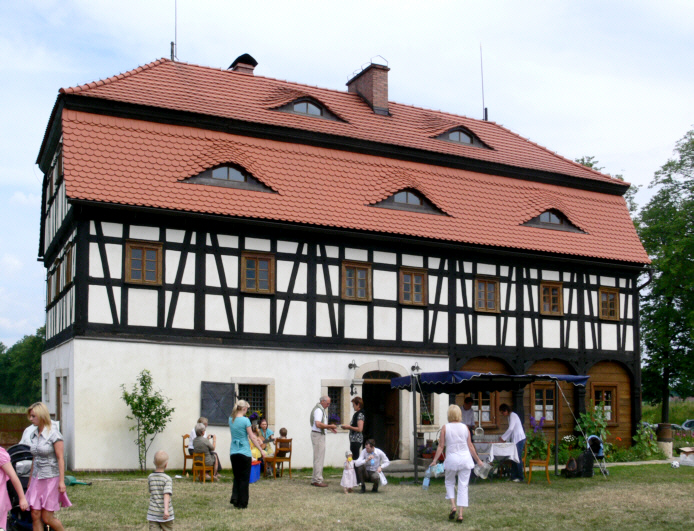
„Dom Kołodzieja“ (Stellmacherhaus) in Zgorzelec, Polen: Geschossbau mit Streben
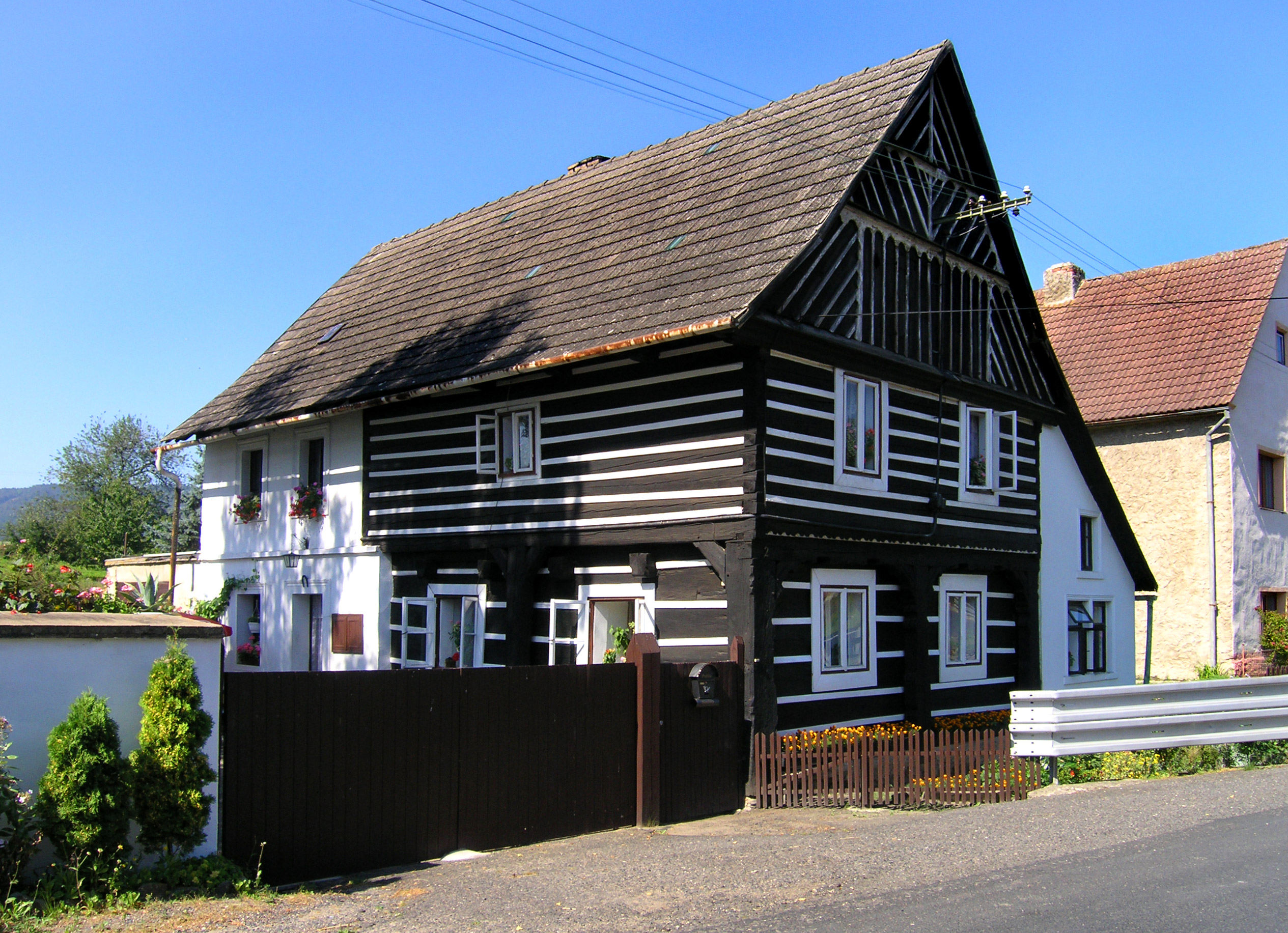
Ein Umgebindehaus im Böhmischen Mittelgebirge mit Blockbau im Oberstock (Winney)
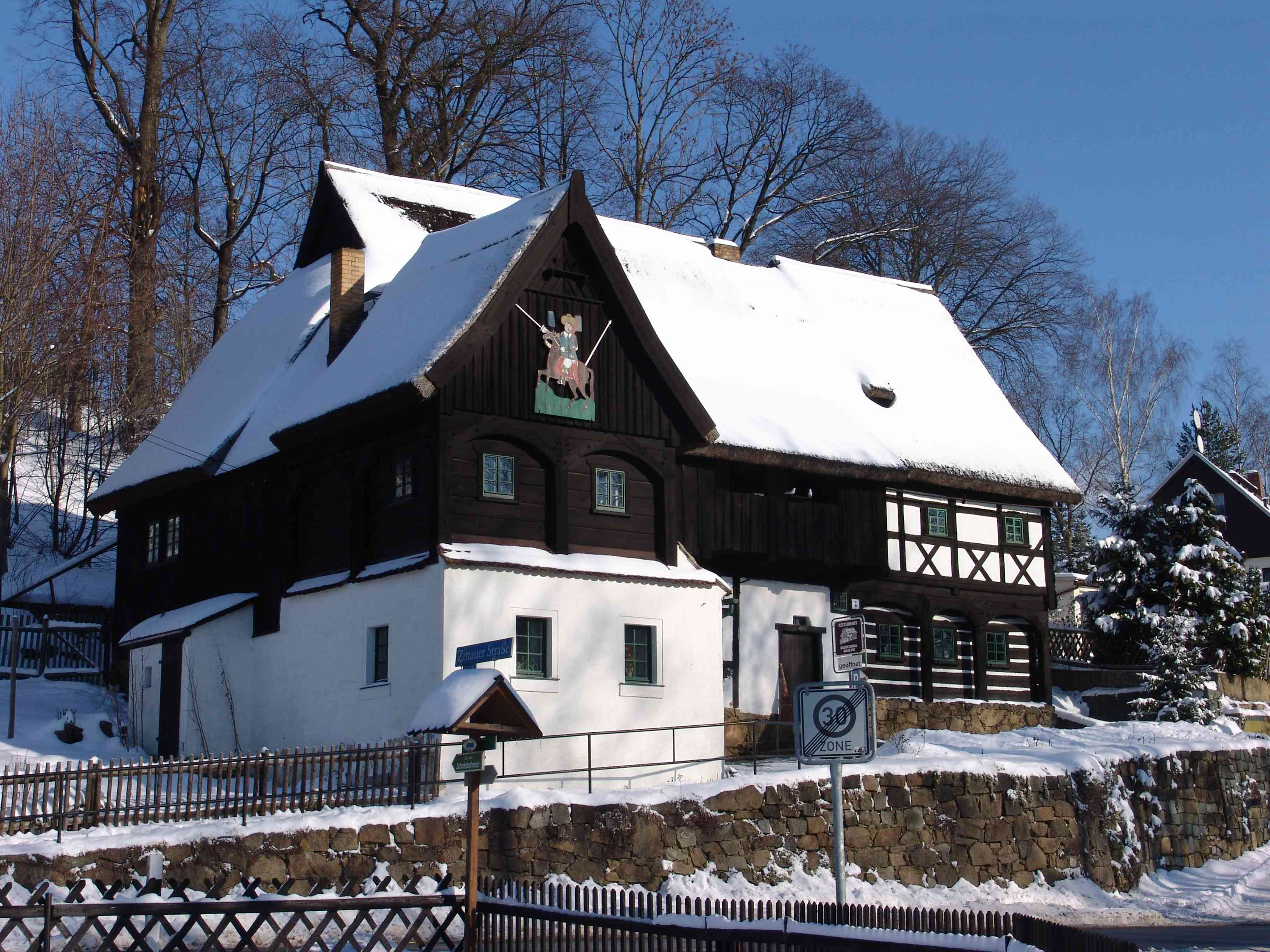
Reiterhaus in Neusalza-Spremberg mit Bohlenstube im Obergeschoss
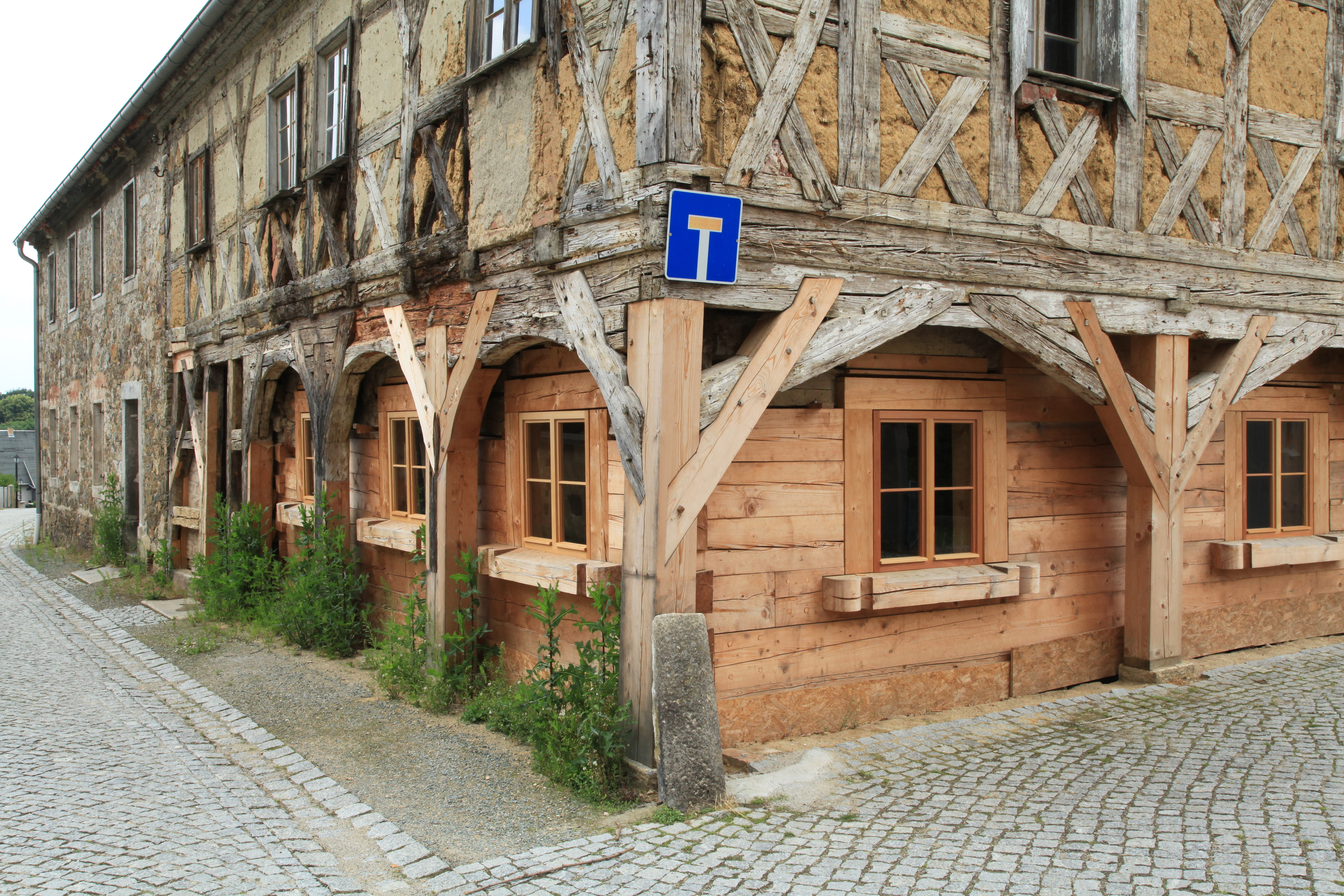
Kirchschule in Weißenberg (Stockwerksbau)
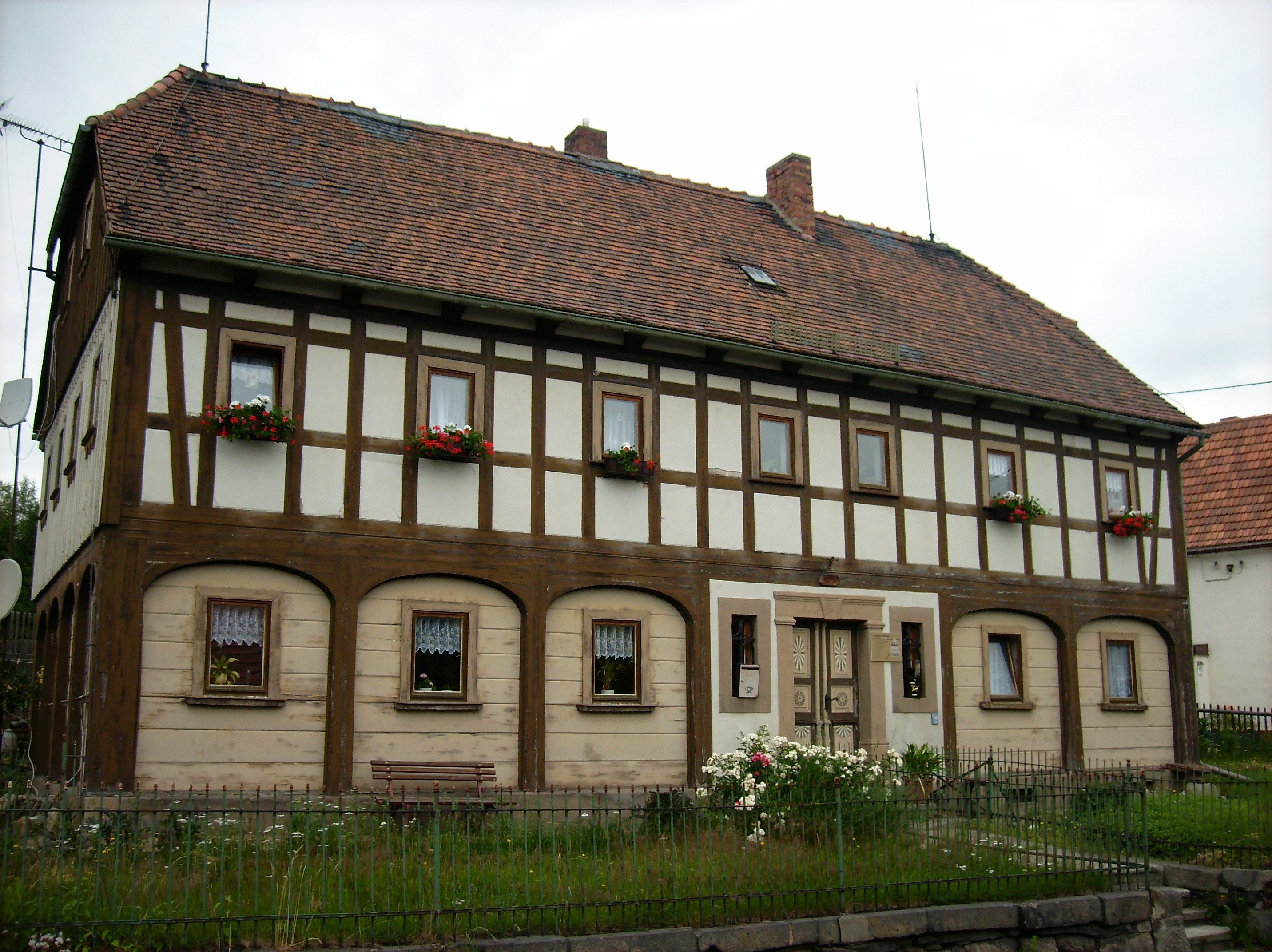
Doppelstubenumgebinde in Olbersdorf
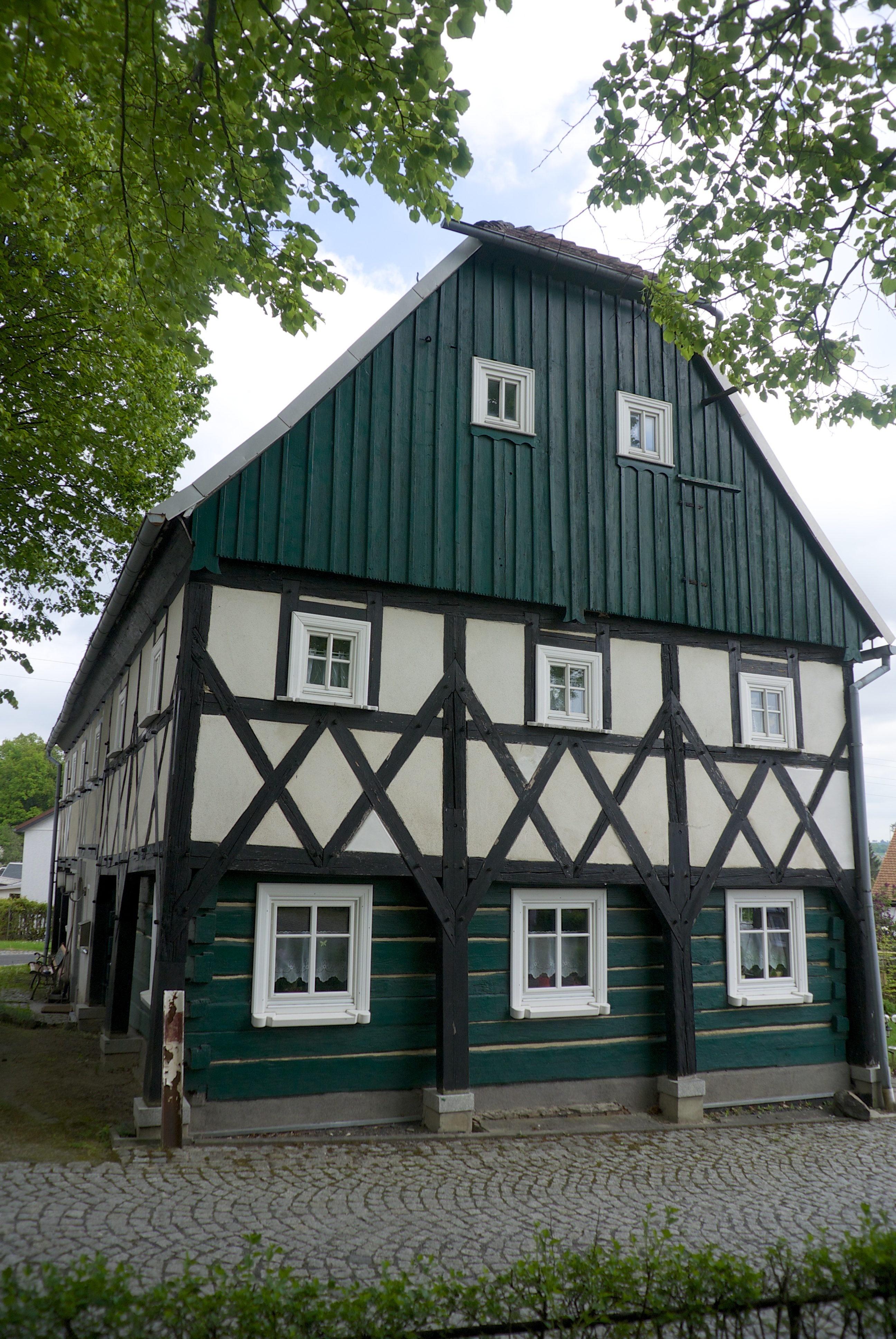
Langständerumgebinde in Dittelsdorf

## Entstehung der Bauweise

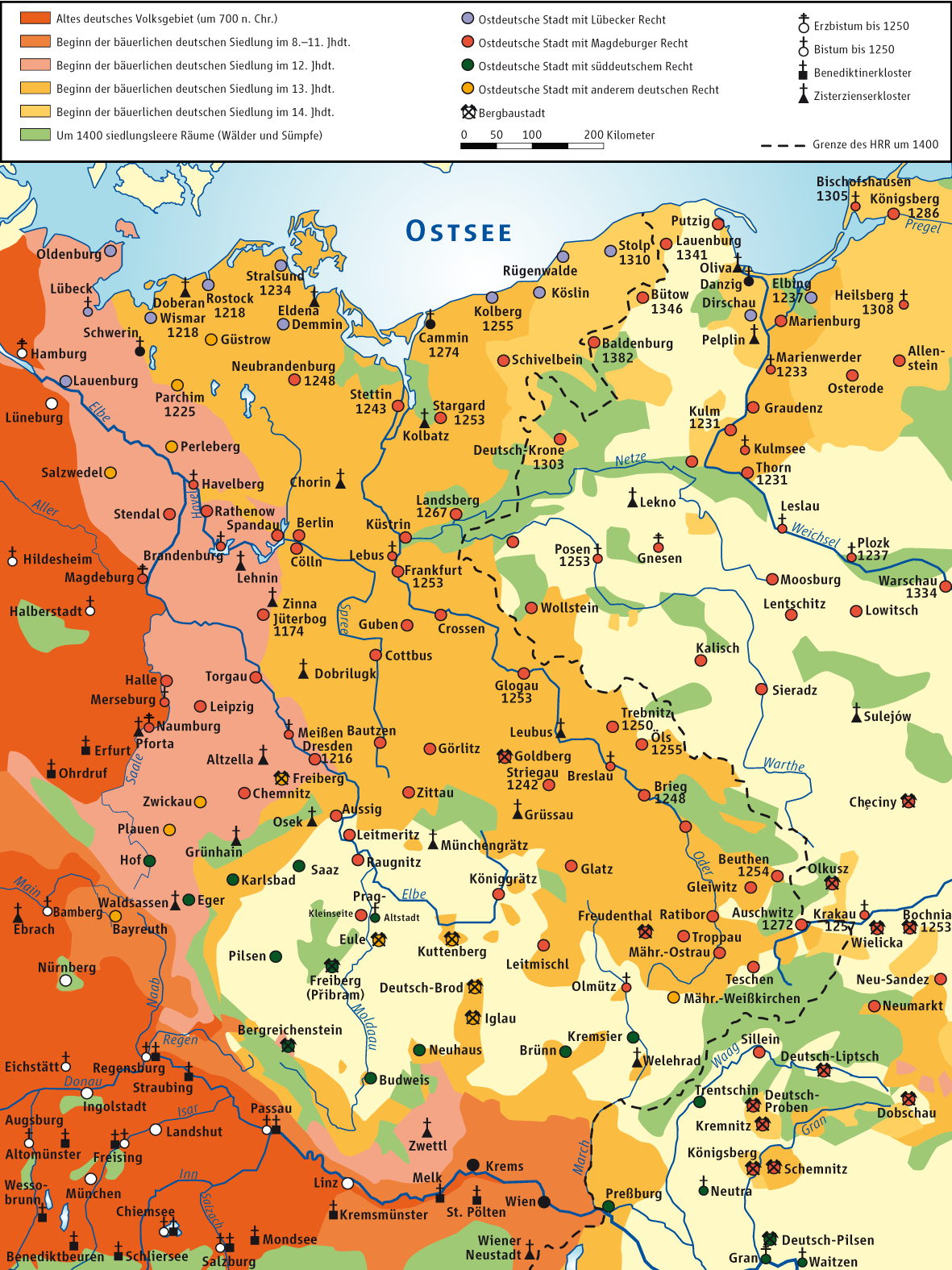
Phasen der deutschen Ostsiedlung nach Walter Kuhn

Die Blockstube hatte sich bei der slawischen Bevölkerung (siehe auch Schrotholzhäuser) in den regionalen Klimaten bewährt. Die deutschen Siedler, hauptsächlich aus Franken und Thüringen, die im 13. Jahrhundert hier ansässig wurden, brachten das bereits den Germanen bekannte Fachwerk als holzsparende, stabile Bauweise mit; sie ermöglichte auch, mehrstöckige Gebäude zu errichten. Eine Vereinigung der beiden Konstruktionsweisen war aber schwierig, da der Längenverlust von Holz mit dem Faserverlauf deutlich geringer ist. Daher entwickelten die Dorfhandwerker über Jahrhunderte das Umgebinde als eigene Volksbauweise. Ende des 18. Jahrhunderts entstand der typische Umgebindebogen, der den Häusern ihren Namen gibt. Hierdurch wurden Funktionalität und Haltbarkeit mit Schönheit verbunden.

## Umgebinde und Weberei
Im Volksmund ist als Erklärung dieser Bauweise überliefert, dass der Webstuhl auf ein separates Fundament zu stellen sei, damit die übrigen Bewohner nicht so sehr unter den dauernden Erschütterungen litten, denn die innere Hauskiste steht in keiner baulichen Verbindung mit dem Obergeschoss. Holzstuben seien auch für die Weberei von Vorteil, da sie im Vergleich mit Fachwerkstuben ein gleichmäßigeres Klima gewährleisten und dadurch eine gleichbleibende Qualität der Webwaren erreicht werde. Tatsächlich lebten die meisten Ortschaften in Niederschlesien, der Oberlausitz und Nordböhmen von der häuslichen Weberei. Der Umgebindeforscher Frank Delitz hält diese Überlieferung dennoch für einen „anscheinend unausrottbaren Irrglauben“. Hier seien vermutlich Beobachtungen im Zusammenhang mit industriellen Webstühlen auf Handwebstühle übertragen worden.

## Besonderheiten
Ein interessantes Element vieler Umgebindehäuser ist der aus Granit oder Sandstein gefertigte Türstock, meist mit der Jahreszahl der Erbauung des Gebäudes. Wurden sie kunstvoll verziert, repräsentierten sie zudem oft den gesellschaftlichen Stand des Besitzers. Typisch sind außerdem Holzverschläge (Oberlausitzer Verschlag) und Verschieferungen. Vereinzelt sind Sonnen (strahlenförmige Holzverschläge am Giebel), Blitzschlangen (schlangenförmig gestaltete Bretter bzw. Schiefermuster am Giebel, gehen auf eine heidnische Wassergottheit zurück) und Sonnenuhren anzutreffen.

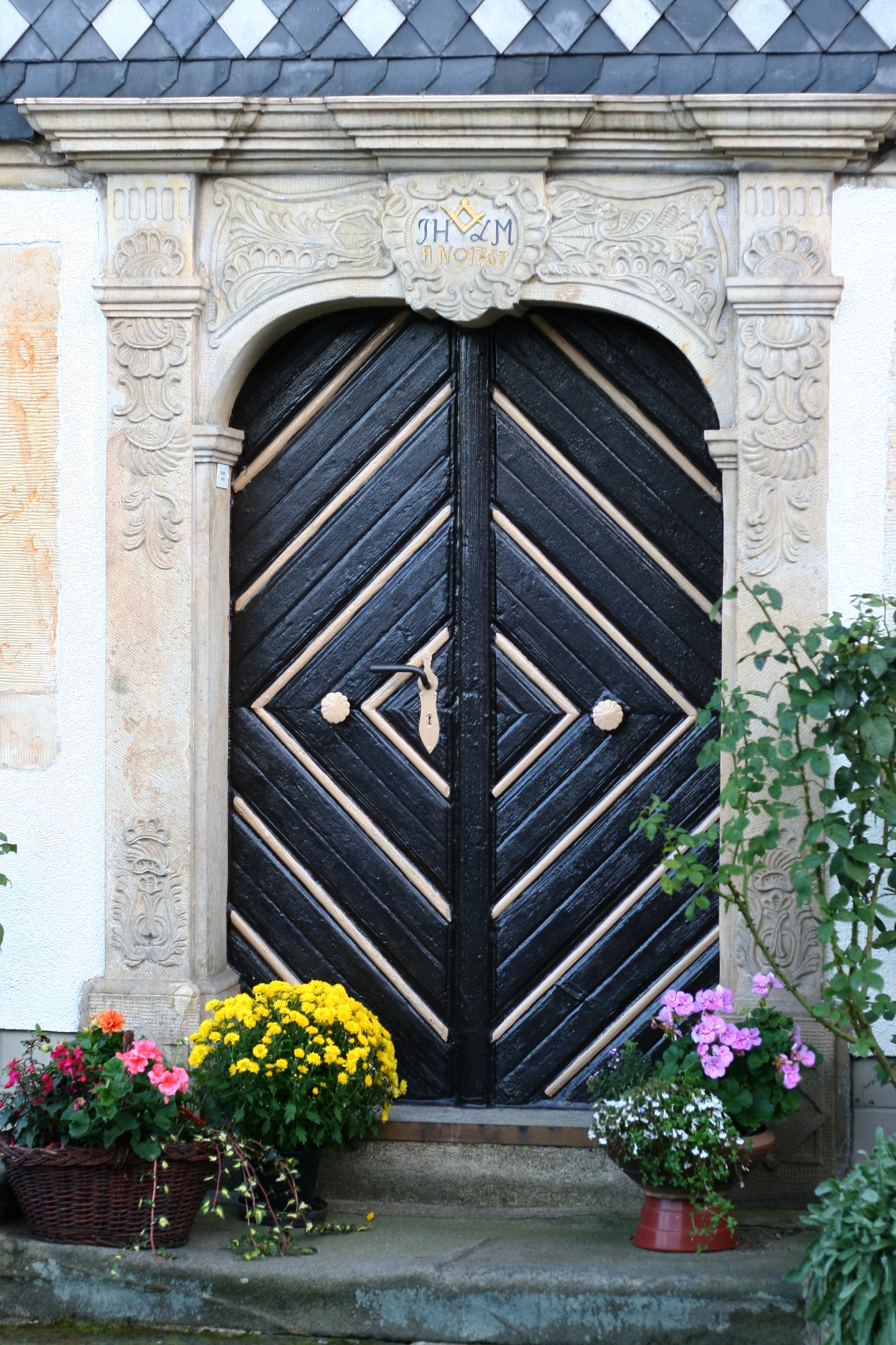
Typischer Türstock in Waltersdorf aus Sandstein
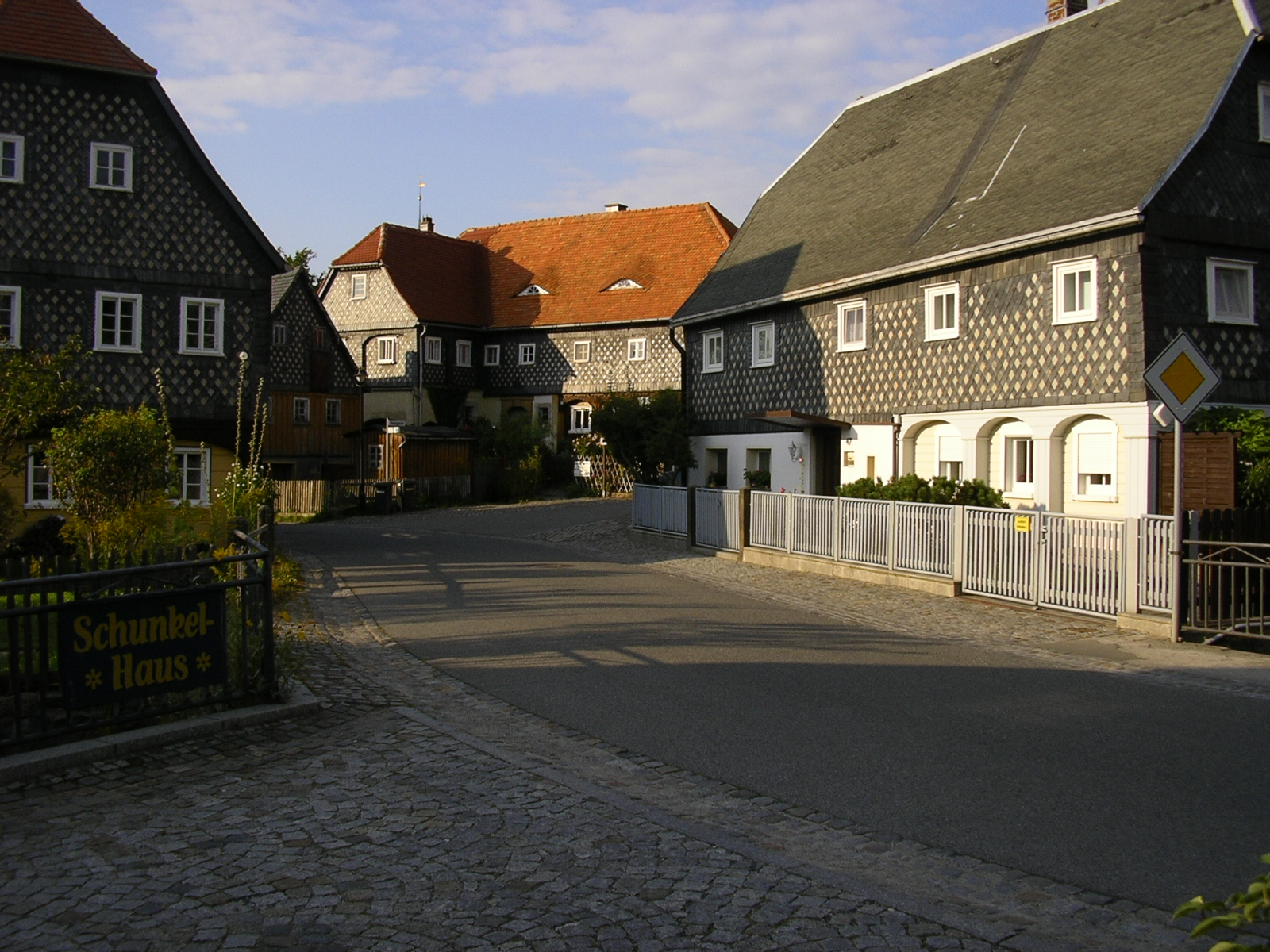
„Salz und Pfeffer“: ortstypische Verschieferung in Obercunnersdorf
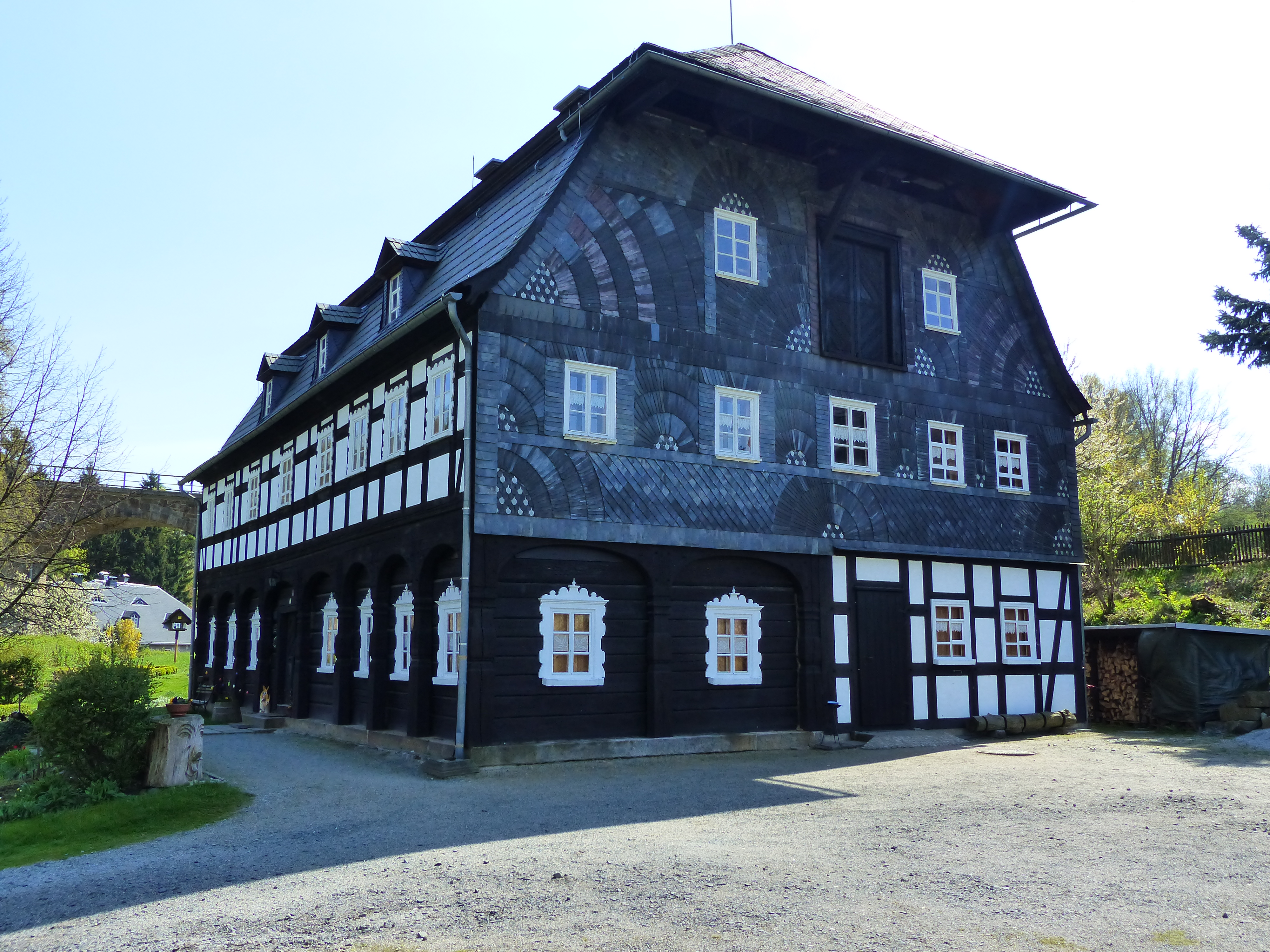
Geometrisch schmückende Verschieferung an der Alten Mangel in Ebersbach/Sa.
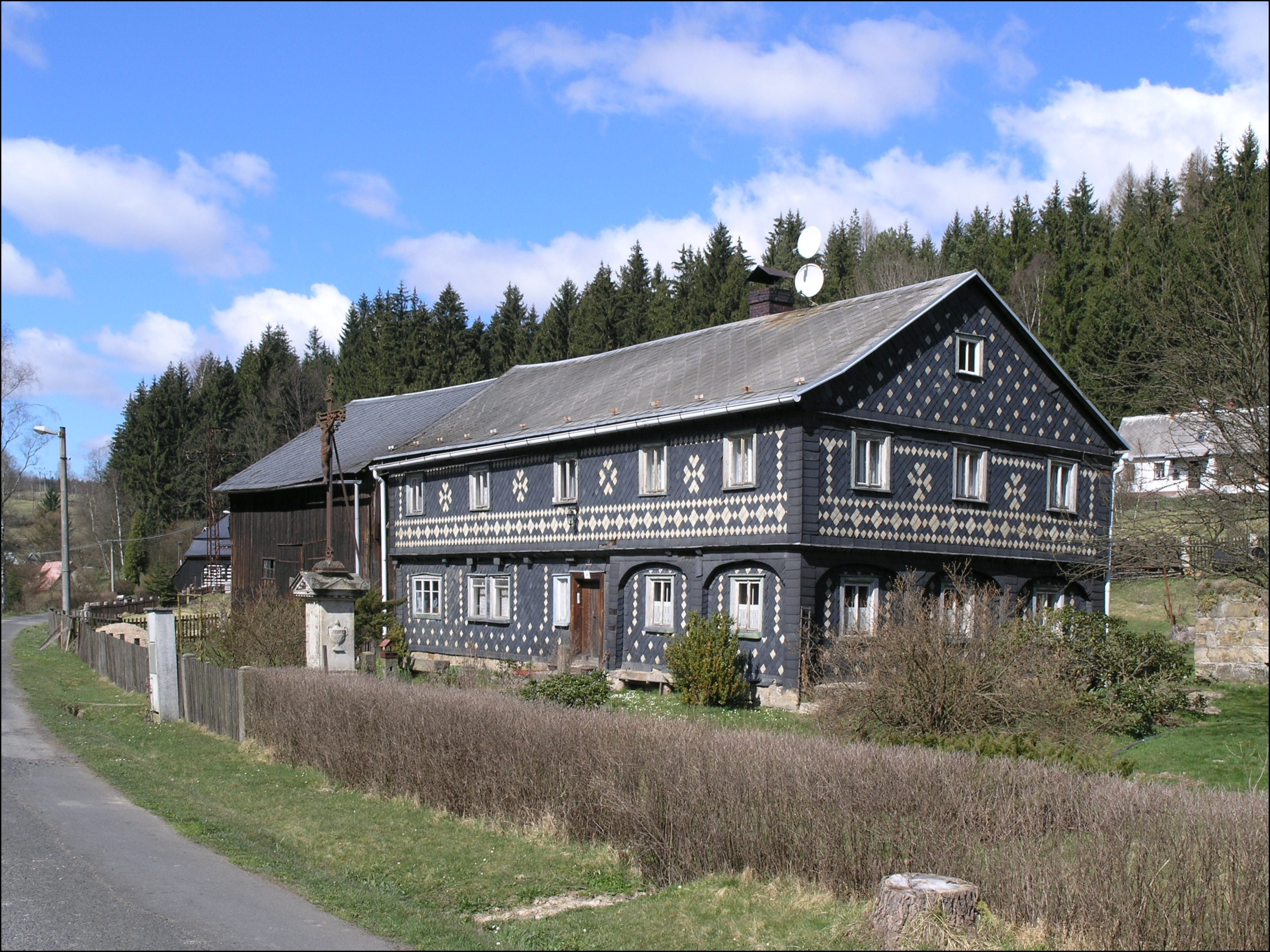
Verschieferung in Kopec (Hemmehübel), Nordböhmen
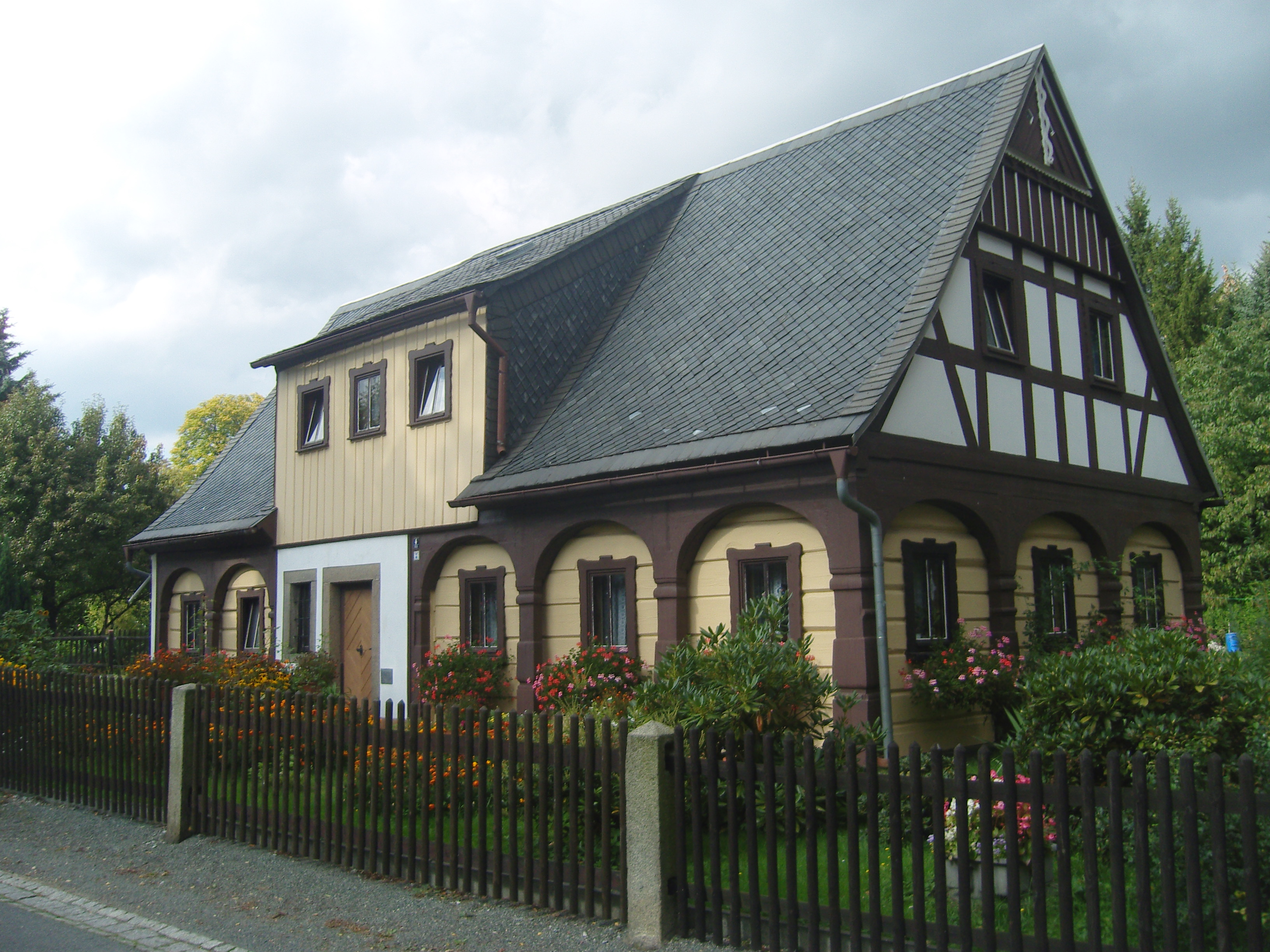
Weberhaus in Ebersbach/Sa. mit Blitzschlange im Giebel
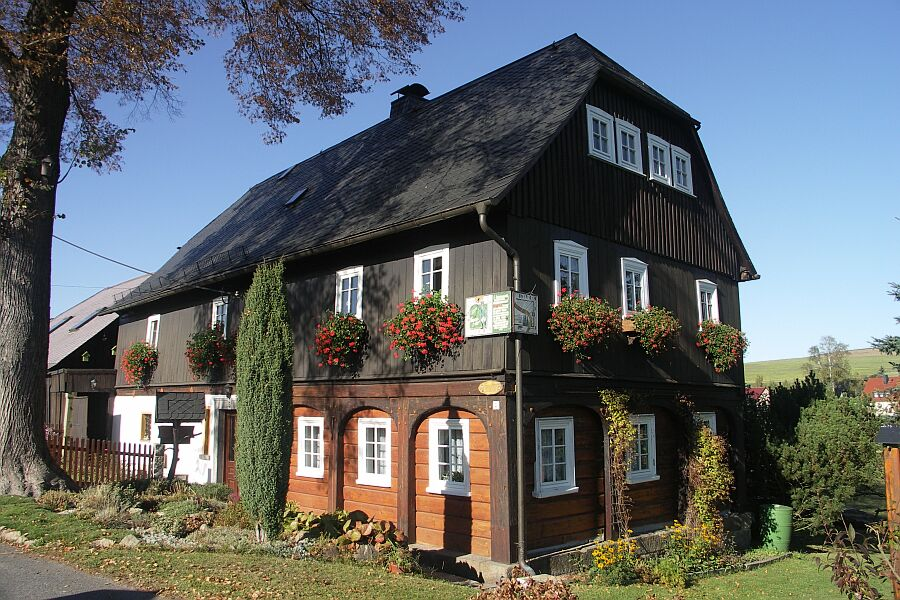
Typischer Verschlag und Sonnenuhr in Taubenheim/Spree
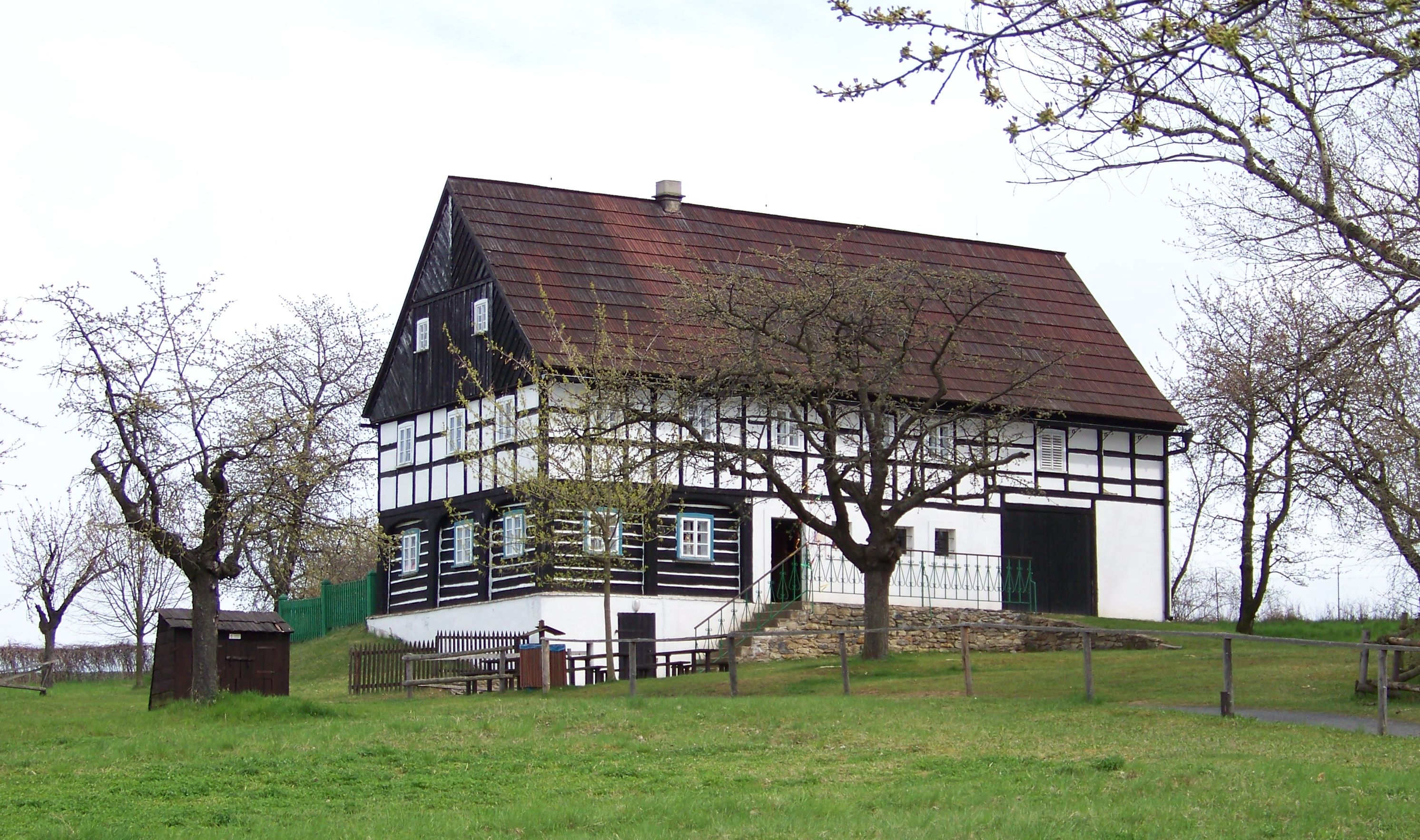
Umgebinde mit Sonne und Blitzschlange aus Jílové u Děčína (Eulau), Nordböhmen
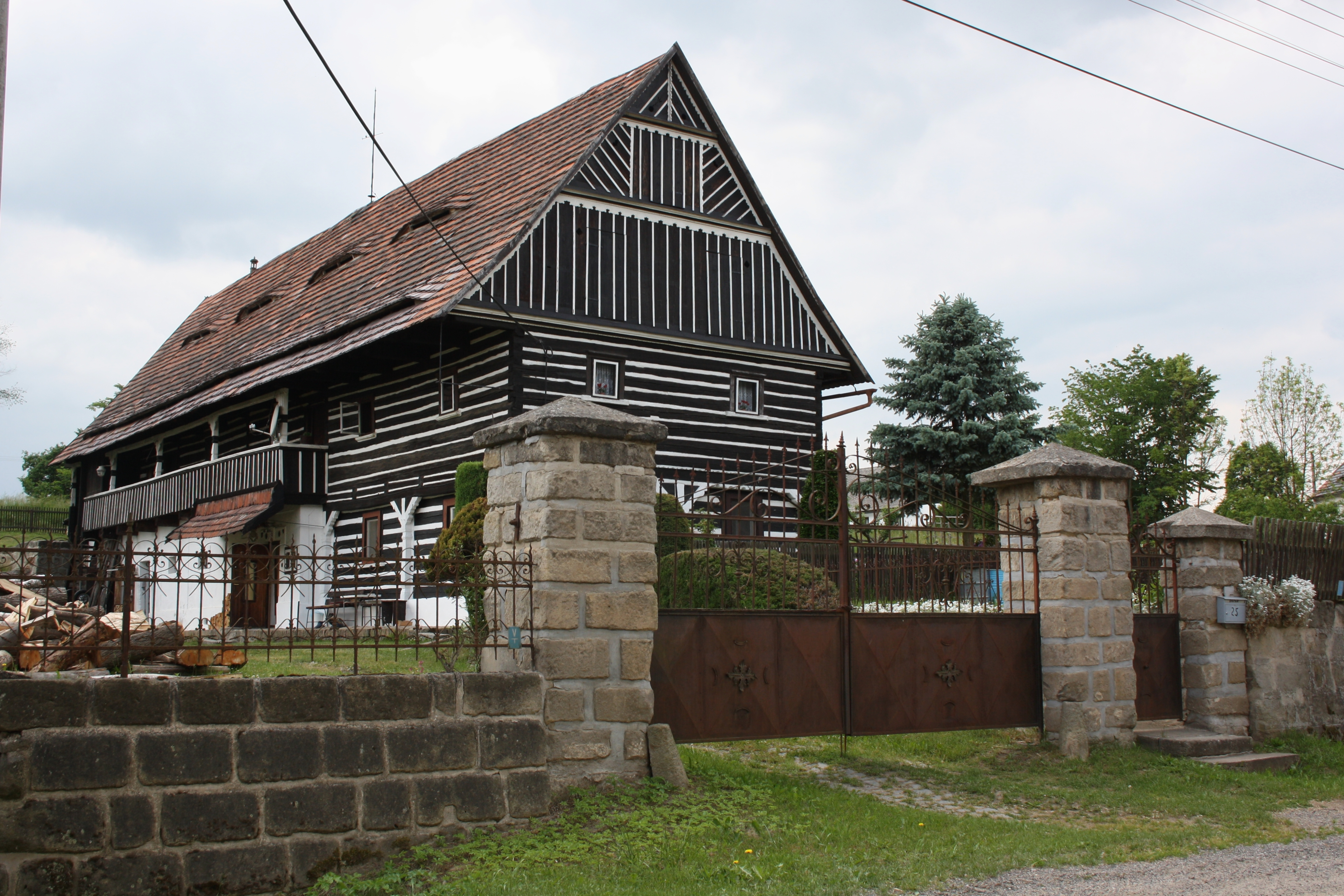
Blockbau im Obergeschoss, geschmückt durch farbliche Absetzung

## Heutige Situation
Heute gibt es vielfältige Bestrebungen, die einmalig historisch gewachsene Hauslandschaft der Umgebindehäuser der südlichen Oberlausitz und der angrenzenden schlesischen und nordböhmischen Gebiete zu erforschen und zu erhalten. Schätzungen gehen von rund 19.000 erhaltenen Häusern im „Umgebindeland“ aus. Allein in der Oberlausitz finden sich noch über 6.000 Umgebindehäuser. Zwischen Bautzen, Görlitz und Zittau findet man eine der wenigen noch erhaltenen geschlossenen Hauslandschaften Deutschlands. Der Sächsische Verein für Volksbauweise e. V. berät Eigentümer bei Sanierungsfragen. Der Denkmalschützer Karl Bernert hat für die Erhaltung vieler Umgebindehäuser gesorgt und dazu publiziert.

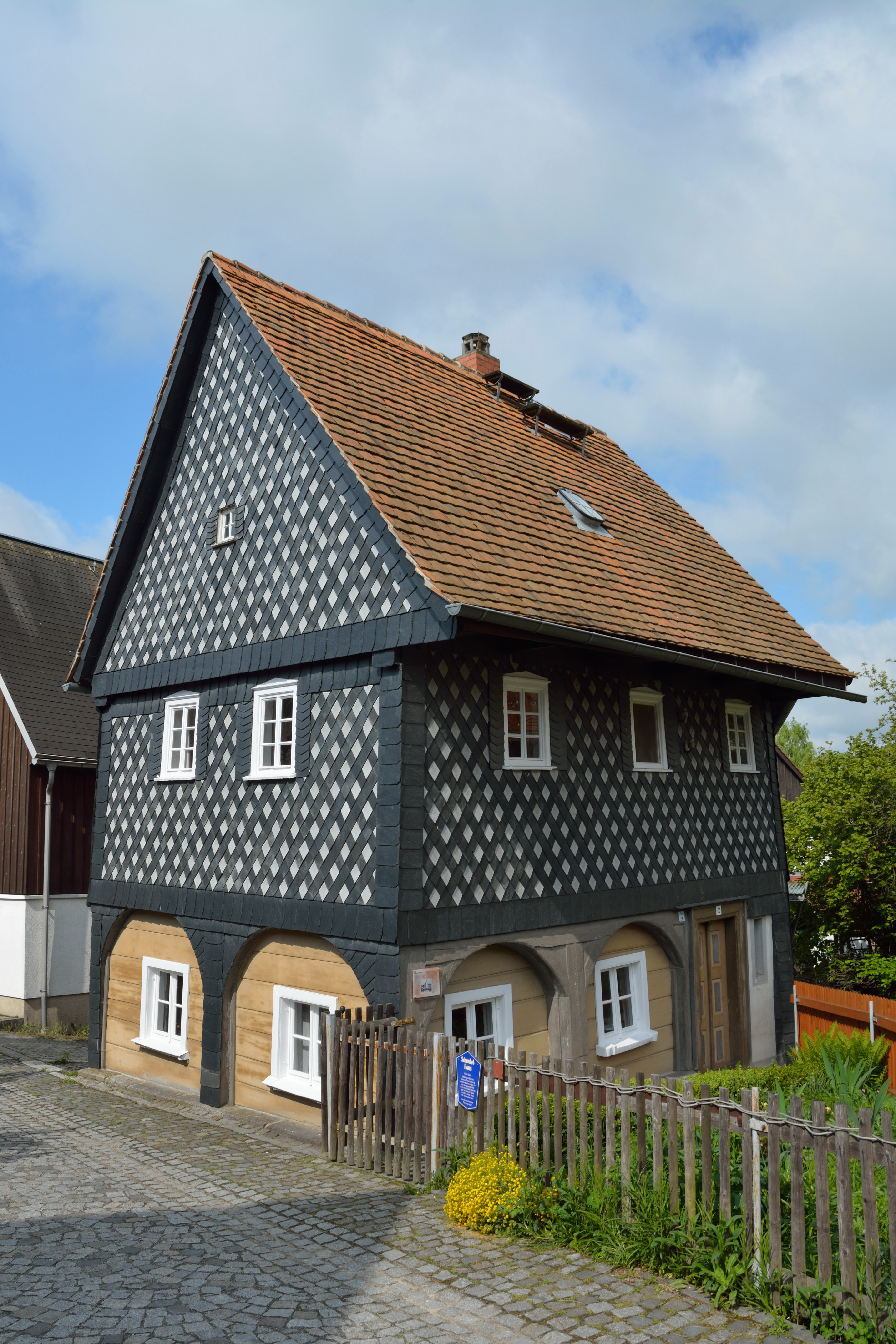
„Schunkelhaus“ in Obercunnersdorf

Jedoch sind nicht alle Umgebindehäuser heute noch als solche zu erkennen. Denn mehrere Modernisierungswellen, „am schlimmsten wohl die jüngste mit dem bestechenden Angebot an Fertigprodukten aus dem Baumarkt, zerstörten in der Oberlausitz hunderte von Häusern und die bis dahin intakten Ortsbilder“. Sanierer oder wohlmeinende Eigentümer ersetzen oft die historischen weiß gestrichenen Holzkastenfenster durch Kunststofffenster, die nur eine Haltbarkeit von 20 Jahren haben, während die Holzkästen weit über 100 Jahre halten können, wenn die Rahmen regelmäßig gestrichen werden. Auch ist Holz das beste, weil atmende Isoliermaterial, während eine Beklebung mit Schaumstoffen und künstlichen Klinkern oft zu Feuchtigkeitsschäden durch Überisolierung führt, von ästhetischen Aspekten abgesehen. Eine besondere, ebenso einfache wie raffinierte Kastenfensterkonstruktion, die es nur bei den Umgebindehäusern gibt, sind die „Ritschelfenster“, bei denen man einen beweglichen Teil des Fensters vor den feststehenden schieben kann. Auch sie fallen oft der „Modernisierung“ zum Opfer.
Bekannte Umgebindehäuser sind das Reiterhaus in Neusalza-Spremberg, ein Zweiflügelhaus in abwechslungsreicher Bauweise, mit Bohlenstuben im Unter- und Obergeschoss, und das sogenannte „Schunkelhaus“ in Obercunnersdorf, das durch seine Hanglage und den Fassadenschmuck auffällt.

## Film
- Obercunnersdorf – Große Liebe Umgebindehaus. Dokumentarfilm, Deutschland, 2017, 29:25 Min., Buch und Regie: Anne Mehler, Produktion: MDR, Reihe: Der Osten – Entdecke wo du lebst, Erstsendung: 16. Januar 2016 bei MDR, Inhaltsangabe von MDR, online-Video aufrufbar bis zum 16. Januar 2019.